# Миро, Пилар
Пила́р Миро́ (исп.  Pilar Miró; 20 апреля 1940, Мадрид — 19 октября 1997, там же) — режиссёр испанского кино и телевидения, сценарист.

## Биография
Из семьи военного. Изучала право, занималась журналистикой. С 1960 работала на телевидении. Закончила Государственную киношколу как сценарист. В 1976 году дебютировала в кино, в этом же году вступила в Социалистическую партию, участвовала по её списку в избирательной кампании 1982 г. С 1986 по 1989 годы руководила государственным радио и телевидением (исп. RTE).
Умерла от инфаркта.

## Избранная фильмография
- 1976 — La petición/ Ходатайство
- 1980 — El crimen de Cuenca/ Преступление в Куэнке (номинация на Золотого медведя Берлинского МКФ)
- 1980 — Gary Cooper, que estás en los cielos/ Гэри Купер, который на небесах (номинация на первую премию ММКФ)
- 1982 — Hablamos esta noche
- 1986 — Werther/ Вертер (по роману Гёте, номинация на премию Гойя за лучшую режиссуру)
- 1991 — Beltenebros/ Бельтене́брос (Повелитель теней, по одноименному роману Антонио Муньоса Молины; номинация на Золотого медведя Берлинского МКФ, номинация на премию Гойя)
- 1993 — El pájaro de la felicidad / Птица счастья
- 1995 — El perro del hortelano/ Собака на сене (по одноименной пьесе Лопе де Веги, премия «Гойя» за режиссуру, адаптированный сценарий и ещё в пяти номинациях)
- 1996 — Tu nombre envenena mis sueños/ Твое имя отравляет мои сны (номинация на «Золотую раковину» Сан-Себастьянского МКФ)

## Признание
Номинант и лауреат ряда национальных и международных премий. Генеральный директор национальной кинематографии (1982—1985). Член жюри Венецианского (1991) и Берлинского (1995) МКФ.
С 2000 года в Испании вручается кинематографическая премия имени Пилар Миро.